# Майкл Флетлі
Майкл Райан Флетлі (англ. Michael Ryan Flatley; нар. 16 липня 1958, Чикаго) — ірландський танцюрист, хореограф, музика та продюсер, відомий постановкою танцювальних шоу «Повелитель танцю» (англ. Lord of the Dance) та «Ноги вогню» (англ. Feet of Flames). Двічі ставав рекордсменом Книги Гіннесса як найшвидший танцюрист чечітки у світі (у 1989 році — 28 ударів за хвилину, у 1998 році 35 ударів за хвилину). Ноги Майкла Флетлі застраховані на 40 мільйонів доларів.

## Життєпис
Майкл народився 16 липня 1958 року в Детройті і виріс у Чикаго, де живе чимало ірландців. Танцювати почав з одинадцяти років, у сімнадцять років виграв Ірландський національний конкурс танцю. Паралельно деякий час успішно займався боксом. У 1975 році виграв чиказький чемпіонат «Золоті рукавички». Займався також грою на ірландській поперечній флейті. Записав сольний альбом. З 1980 року був учасником ірландської фолк-групи, де грав на флейті. Там же Майкл познайомився з композитором Ронаном Хардіманом. У 1978-79 роках як танцюрист гастролював з групою «Зелені поля Америки» (англ. Green Fields of America) Green Fields of America (у якій грали такі музиканти, як Ліз Каррол (англ. Liz Carroll), Батько Чарлі Коен (англ. Father Charlie Coen), Джек Коен (англ. Jack Coen), Шон МакГлінн (ірл. Sean McGlynn), Мік Молоні (ірл. Mick Moloney) та Біл Охс (ірл. Bill Ochs). У 1980-х роках гастролював з відомою ірландською групою «Вожді» (англ. The Chieftains, ірл. Ceannairí).
У 1994 році Флетлі став одним з головних виконавців і хореографів танцювальних шоу Riverdance, продюсерами були Джон МакКолган та його дружина Мойя Догерті. Шоу складалось з традиційного ірландського танцю з елементами степу. Майкл Флетлі, разом з іншою відомою танцюристкою Джин Батлер, був основним виконавцем танцювального шоу Riverdance і також грав на флейті. Шоу мало величезний успіх в Ірландії і в тих країнах, де ірландці складають вагому частку населення. Артисти Riverdance та Майкл Флетлі відкривали фрагментом зі свого шоу Євробачення-1994, що проходило в Ірландії. Але у 1995 році Флетлі розірвав контракт з Riverdance і покинув шоу.
Як незалежний хореограф Флетлі заснував компанію «Unicorn Entertainments Ltd» і в 1996 році поставив власне шоу «Повелитель танцю» (англ. Lord of the Dance), музику до якого написав Ронан Хардіман. Нове шоу відрізнялось наявністю сюжету з елементами фентезі, оригінальною музикою, театральними костюмами, хоча як і раніше було зроблено на основі ірландських традицій та традиційної ірландської культури, кельтського фольклору. Головну роль Повелителя Танцю, що протистояв злому Дону Дорхе і його армії зла, зіграв сам Флетлі. Багато артистів прославились своєю участю в шоу «Повелитель Танцю». Шоу здійснило турне по країнах Європи та Америки, DVD з його записом стало платиновим. Флетлі та артисти «Повелителя Танцю» виступали у 1997 році на врученні премії «Оскар».

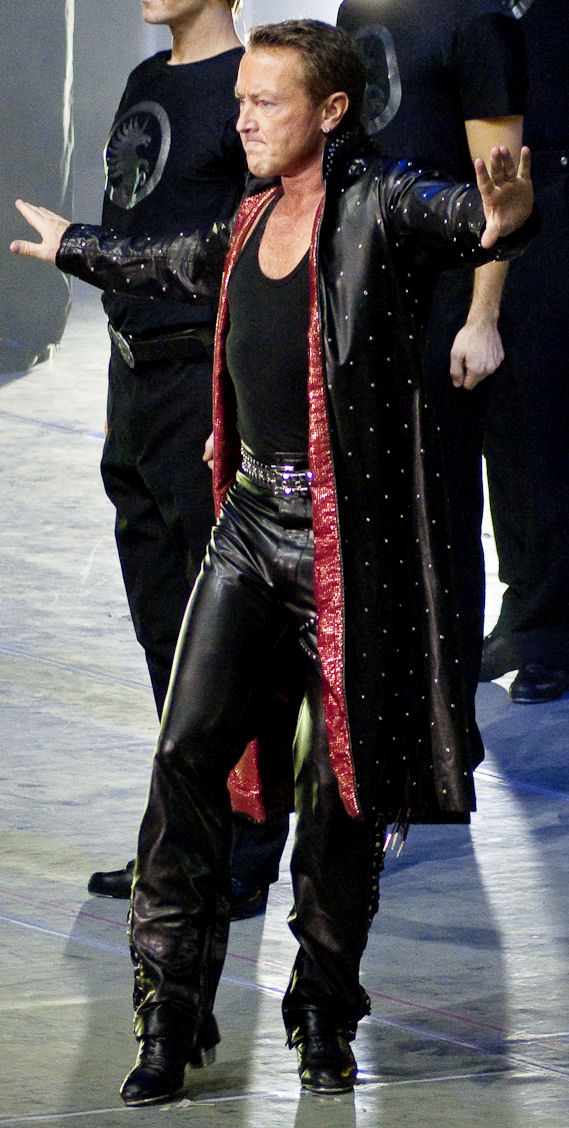

Нова версія шоу, «Ноги вогню» (англ. Feet of Flames), була представлена через два роки і стала постійною. У неї ввійшли частина номерів «Повелителя Танцю», весь сюжет, але значна частина номерів була змінена, Хардіман написав додаткові композиції. Презентація Feet of Flames пройшла у Гайд-парку, Лондон, — 25 000 глядачів.
Після 2000 року Майкл покинув пост головного виконавця в Lord of the Dance та Feet of Flames, передав у гастрольній трупі роль Короля Танцю іншому танцюристу. Але Флетлі не завершив виконавчої кар'єри, і у 2005 році поставив своє четверте шоу з назвою «Кельтський Тигр» (англ. Celtic Tiger), у якому зіграв головну роль. Це шоу помітно відрізнялося від попередніх проєктів Флетлі. У шоу постала історія Ірландії та давні ірландські легенди, від глибокої давнини до наших днів. Музика, знову написана Хардіманом, є композицією різних жанрів — джазу, року, латино, електроніки та ін.
Крім танцювальної роботи Флетлі веде активну громадянську діяльність. У березні 2006 року Флетлі випустив автобіографічну книжку.

## Особисте життя
Майкл Флетлі живе в місті Фермой на півдні Ірландії. Католик.
Вперше Майкл одружився у 1986 році з польською актрисою Беатою Дзябе. Вони розлучились у 1997 році. У 2006 році Флетлі одружився з ірландкою Нів О'Браєн — танцюристкою. Від цього шлюбу народився син Майкл Сент-Джеймс Флетлі.